# Anomeanismo
Os anomeanos (anomoeanos), também conhecidos por anomeanos, heterusianos, aecianos ou eunomeanos, eram uma seita do arianismo no século IV que afirmava que Jesus (o Filho) era de uma natureza diferente e - de forma nenhuma - similar a Deus (o Pai). Eles acreditavam que as opiniões de Ário, como expressadas originalmente por ele, estavam corretas, mas eles rejeitaram suas ideias posteriores, que ele adotou para poder ser readmitido na Igreja. É a forma mais extrema de arianismo.

## Etimologia
A palavra "anomeano" vem do grego ἀ(ν) (ani) - "não" - e ὅμοιος (moios)  - "similar. Ou seja, "diferente; não similar". No século IV, durante o reino do imperador romano Constâncio II, este era o nome pelo qual os discípulos de Aécio de Antioquia e de Eunômio de Cízico eram conhecidos como um partido teológico (daí os termos "aecianos" e "eunomeanos", respectivamente). Por negarem a consubstancialidade (homoousios) de Jesus com o Pai, eram também conhecidos por "heterousianos".

## Teologia
Os anomeanos não apenas negavam a consubstancialidade (homoousios) de Jesus, mas chegaram até a afirmar que ele era de uma natureza diferente de Deus. Esta acepção estava em contradição com os semi-arianos, que apesar de negarem a consubstancialidade, acreditavam que ele era da mesma natureza que o Pai ("Homoiosios").
Os semi-arianos condenaram os anomeanos no Concílio de Selêucia e, por sua vez, foram condenados por eles nos Concílio de Constantinopla e Antioquia.
No século V, o presbítero anomeano Filostórgio escreveu a história da Igreja Anomeana.

## Anomeanos notáveis
- Aécio de Antioquia, fundador da tradição anomeana, posteriormente bispo (361 - ?).[4][5]
- Eunômio de Cízico, bispo de Cízico (360 - 361) e bispo exilado (361 - 393).[4][6][7]
- Filostórgio, historiador.
- Outros bispos citados por Filostórgio[8]:
  - Pemênio, bispo de Constantinopla (ca. 363-?), ao mesmo tempo que Eudóxio de Antioquia.
  - Cândido, bispo da Lídia, (ca. 363 - ?).
  - Arriano, bispo de Iônia, (ca. 363 - ?).
  - Florêncio, bispo de Constantinopla (ca. 363 -?), ao mesmo tempo que Eudóxio de Antioquia.
  - Talo, bispo de Lesbos, (ca. 363 -?), ao mesmo tempo que Eudóxio de Antioquia.
  - Euprônio, bispo da Galácia, do Mar Negro e da Capadócia, (ca. 363-?).
  - Juliano, bispo da Cilícia, (ca. 363 -?).
  - Serras, Estevão e Heliodoro, bispos da província romana do Egito, (ca. 363-?).